# Grosshamns fältstation

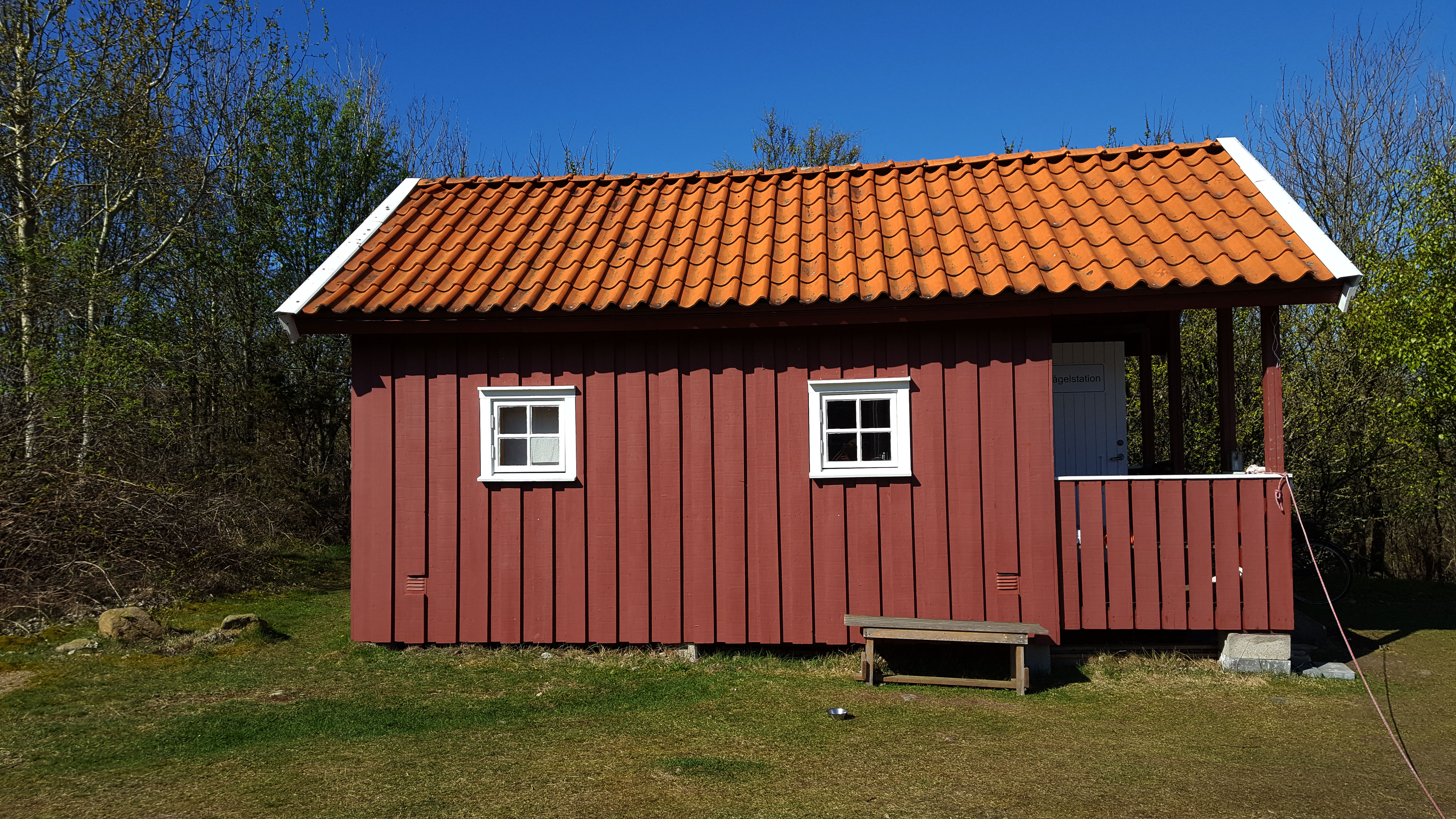
Grosshamns fältstation.

Grosshamns fältstation ligger på Ramsvikslandet. Grosshamn som en gång fått sitt namn efter familjen Gross. Där låg senare Bohusläns regemente (I 17) från Uddevalla hade sin övningsplats men där idag endast militära rester finns kvar. En barack och så den lilla röda byggnaden, som nu är ett märklaboratorium.
Ramsvikslandet är en del av Sotenäset och var en halvö fram till 1930-talet, då den delvis sprängdes och den grävda Sotekanalen anlades. En svängbro förbinder idag ön med fastlandet. Kanalen är en uppskattad inomskärsled för fritidsbåtar.
Grosshamns Fältstation ska speciellt bevaka populationen av gulsparv, stenskvätta och aktivt ringmärka alla fåglar mellan 15 april och 15 september.
Vid Grosshamn sker fågelfångsten för ringmärkning i slöjnät. Dessa sätts upp där fåglar passerar, t.ex. i vassruggar eller bergskanter. Näten kontrolleras varje halvtimme. När en fågel har fångats artbestäms den och den får en ring i rätt ringstorlek runt benet. Den köns- och åldersbestäms och fågelns vingar mäts och man väger och bestämmer hur mycket fett fågeln har. Hela proceduren tar ett par minuter.